# 白千里
白千里 (英語：Miles D. White, 1955年—)是一位美国企业家。美国雅培董事长兼首席执行官。中文名叫白千里。

## 生平
1955年出生于明尼苏达州明尼阿波利斯。后毕业于斯坦福大学。后加入麦肯锡公司，1984年加入美国雅培。1998年被选入董事会成员并担任首席执行官，1999年4月担任董事长。截至2019年3月，他是标准普尔100指数公司中任期第六长的首席执行官。在他的领导下创造了大约2000亿美元的股东价值。
他目前还担任麦当劳和卡特彼勒的董事会成员。他还是前任芝加哥联邦储备银行行长，芝加哥经济俱乐部会长和美国药品研究与制造商协会会长。